# ريناود كونين
ريناود كونين (21 مارس 1980 بمولن في فرنسا - ) (بالفرنسية: Renaud Connen)‏ هو لاعب كرة قدم فرنسي في مركز الوسط. شارك مع منتخب موناكو لكرة القدم. أما مع النوادي، فقد لعب مع نادي أجاكسيو ونادي غرونوبل ونادي موناكو.

## وصلات خارجية
- ريناود كونين على موقع قاعدة بيانات كرة القدم.إي يو (الإنجليزية)
- ريناود كونين على موقع ليكيب (الفرنسية)
- ريناود كونين على موقع عالم كرة القدم.نت (الإنجليزية)